# Bătălia de la Asfeld
Bătălia de la Asfeld s-a disputat în anul 552 între triburile germanice ale longobarzilor și gepizilor. Conduși de regele Audoin, longobarzii au obținut o mare victorie asupra lui Turismod, fiul regelui gepid Thurisind, care a căzut în luptă.